# Maig ab Ieuaf
Maig ab Ieuaf (ook bekend als Meurig ab Idwal, overleden 986) was een zoon van Ieuaf ab Idwal, en vermoedelijk koning van Gwynedd samen met zijn broer Cadwallon ab Ieuaf in 985-986. Samen met Cadwallon werd hij verslagen en gedood door Maredudd ab Owain, die in 986 Gwynedd veroverde.